# Boomerang (1992)
Boomerang (bra O Príncipe das Mulheres) é um filme americano de 1992, do gênero comédia romântica, dirigido por Reginald Hudlin. O filme é estrelado por Eddie Murphy no papel de Marcus Graham, um talentoso publicitário, mas que também é um mulherengo incorrigível e chauvinista. Quando ele conhece sua nova chefe, Jacqueline Broyer (Robin Givens), descobre que ela é uma versão feminina de si mesmo e percebe que está sendo tratado por ela, da mesma maneira que ele trata os outros. O filme também apresenta no elenco Halle Berry, David Alan Grier, Martin Lawrence, Grace Jones, Chris Rock e Eartha Kitt.
O filme recebeu indicações ao BMI Film & TV Awards e ao MTV Movie Awards, enquanto sua trilha sonora tornou-se um álbum de sucesso. É, geralmente, considerado um clássico subestimado e um dos melhores filmes de Eddie Murphy dos anos 90. Uma série de televisão homônima, baseada no filme, foi ao ar no dia 12 de fevereiro de 2019, exibida pela BET.

## Enredo
O filme começa com Marcus Graham (Eddie Murphy) entrando em Chantress, empresa que atua como um executivo publicitário. Quando ele entra em seu escritório, Nelson (Geoffrey Holder), uma das mentes criativas também no departamento de Marcus, mostra ao Marcus uma recortada que ele fez de um dos anúncios que venho trabalhando. Marcus diz Nelson, que é muito criativo, mas também muito risqué e abertamente sexual com seu estilo, que ele deve re-editar o anúncio, como parte do material pode ser ofensivo para as mulheres. Nelson relutantemente concorda e, em seguida, sai.
No dia seguinte, Marcus encontra Lady Eloise (Eartha Kitt), o chefe da empresa. Ela diz que Marcus pode ser promovido a chefe do departamento de marketing e convida-o para sua casa para jantar naquela noite. Marcus percebe que ela pretende ter o seu caminho com ele e, pensando em promoção, passa a noite com ela. No dia seguinte, no trabalho, ele conhece Jacqueline Broyer (Robin Givens), uma bela mulher que diz a Marcus que Lady Eloise não teve nenhuma posição da empresa por vários anos, usa sua imagem para sua vantagem.
Marcus percebe que Jacqueline vai ser dado o trabalho que ele queria e em breve vai se tornar sua chefe. Na festa sendo realizada por fusão das empresas, Marcus diz seus amigos Tyler (Martin Lawrence) e Gerard (David Alan Grier), ele está pensando sobre a demissão desde que ele não vai ser promovido. Enquanto isso, Jacqueline introduz ao Angela Lewis (Halle Berry), que trabalha no departamento de arte e diz que os dois devem trabalhar juntos.  Enquanto Marcus procurando por Jacqueline esbarra em Angela e quando ele vê Jacqueline, introduz Angela Gerard, para que ele possa ir e conversar com ela. Quando ele tenta cortejar a Jacqueline, ela lhe diz que ela não namorar colegas de trabalho. Marcus no entanto ainda acredita que ele será feito a exceção por causa de sua natureza graciosa em direção a ele.
Mais tarde, Marcus fala com Gerard e ele diz-lhe que Angela tem uma promoção em uma nova empresa que trabalha. Marcus pede desculpas a Gerard, e os dois formam para o argumento de que tinham antes. Ele então vai para o novo trabalho de Angela e embora no início ela é muito fria para com ele, ela finalmente perdoa-lhe, e os dois voltar juntos.

## Elenco
- Eddie Murphy como Marcus Graham
- Robin Givens como Jacqueline Broyer
- Halle Berry  como Angela Lewis
- David Alan Grier como Gerard Jackson
- Martin Lawrence como Tyler Hawkins
- Eartha Kitt como Lady Eloise
- Geoffrey Holder Nelson
- Grace Jones como Helen Strangé
- John Witherspoon como Sr. Jackson
- Kenny Blank como Kenny
- Lela Rochon como Christie
- Leonard Jackson como Lloyd o químico
- Chris Rock como Bony T
- Tisha Campbell-Martin como Yvonne
- Melvin Van Peebles como Editor
- Daryl Mitchell como fotógrafo de rua